# 大宮司佳代
大宮司 佳代（だいぐうじ かよ、1989年3月16日）は、鹿児島県出身の女優、ファッションモデル。元インセント所属。

## 来歴
- 2010年8月、芸能事務所インセントに所属。『週刊ヤングジャンプ』『週刊プレイボーイ』共同主催のオーディション「グラビアJAPAN2010」ファイナリストに選ばれる。
- 2011年、所属事務所ホームページからプロフィール削除。合わせて公式ブログも消失する[1]。

## 人物
- 神奈川県生まれ鹿児島県育ちで現在熊本県在住の看護大学生。
- 趣味：ピクニック、華道
- 特技：柔軟

## 出演

### TV
- ドォーモ（2009・2010年、九州朝日放送） - 「九州百美人」・「オンナTV」

### CM
- 寺原自動車学校（2011年） - 寺原卒業生編その1（熊本県のローカルCM）

### その他
- フリーペーパー「PEAP」表紙モデル（2009・2010年、熊本日日新聞社） - 初仕事[2]
- 書籍「九州美少女写真館」モデル（2009年、エヌオー出版）